# Грб Доње Саксоније
Грб Доње Саксоније је званични грб немачке покрајине Доња Саксонија, који је у овом облику усвојен 1952. године. Грб показује белог саксонског коња у скоку, на црвеној позадини. Исти грб се користи и на застави ове покрајине.

## Опис грба
Према сачуваном народном предању у Саксонији, последњи пагански краљ Старих Саксонаца је имао заставу на коме је био приказан црни коњ у скаку на жутом пољу. После пораза тих старих пагана и његовог конвертовања у хришћанство, боје на застави су промењене, па је коњ приказан у белој боји на црвеном пољу. Ове симболе је прихватио и Хајнрих Лав, војвода од Саксоније (1142–1180). Надбискуп Келна такође користи ове симболе на свом печату за бивше земље Старих Саксонаца. У 17. веку, територије Вестфалије потпадају под саксонске династије и ови симболи убрзо се користе и као њихови симболи. Касније, симбол саксонског коња се користи и у неким другим грбовима: Краљевина Пруска, Краљевина Хановер, Војводство Брунсвицк, као и модерном грбу савезне покрајине Северна Рајна-Вестфалија. 